# Copa do Equador de Futebol de 2022
A Copa do Equador de 2022 foi a 2ª edição da Copa do Equador de Futebol, organizada pela Federação Equatoriana de Futebol. Ela foi disputada por 48 equipes entre os dias 6 de maio e 5 de outubro de 2022. A competição possui a LDU Quito como atual equipe campeã.
O vencedor do torneio conquistou uma vaga na Copa Libertadores da América de 2023 e participará da Supercopa do Equador de 2023. Porém, como o campeão, Independiente del Valle, já havia se classificado para o torneio, por ter vencido a Sul-Americana de 2022, a vaga da Libertadores foi repassada para o terceiro lugar, o El Nacional. Haja vista que o vice-campeão 9 de Octubre estava impossibilitado de jogar a competição por ter sido rebaixado para a Série B do campeonato equatoriano.

## Regulamento
O torneio mudou de formato nesta edição em relação à anterior, ele contará com 48 equipes participantes: os 16 da Primeira Divisão 2022, os 10 da Segunda Divisão 2022, 20 equipes da Segunda Categoría 2021(campeões e vice-campeões dos campeonatos provinciais) e 2 times do Futebol Amador 2021(campeão e vice-campeão).
- Na Primeira Fase (32 equipes), os times do Futebol Amador, da Segunda Categoría e da Segunda Divisão serão emparelhados em 16 chaves mediante um sorteio, eles se enfrentarão em um sistema de mata-mata com partidas de ida e volta.
- Nos Dezesseis Avos de Final (32 equipes), as 16 equipes da Primeira Divisão e os 16 times vencedores da Primeira Fase serão emparelhadas em 16 chaves por sorteio. A  partir dessa fase se jogará as Oitavas de Final, as Quartas de Final, e a Final sobre o sistema de mata-mata com jogo único.
- As Semifinais serão jogadas em um quadrangular com um sistema de todos contra todos (6 rodadas). Os 2 melhores times se classificarão para a Final do torneio.
- O campeão garante vaga na primeira fase da libertadores, caso o campeão já esteja classificado para a libertadores a vaga será para o vice, se este estiver na primeira divisão de 2023, caso o vice esteja na libertadores ou na 2ª divisão será para o 3º do quadrangular assim por diante até o 4º do quadrangular. Não havendo clubes que se enquadrem a vaga irá para o clube melhor colocado no Campeonato Equatoriano não classificado nas 3 primeiras vagas.

## Participantes
| Primeira Fase           | Primeira Fase | Primeira Fase | Dezesseis Avos de Final |
| Liga Amadora de Futebol | Segunda Categoría | Segunda Divisão | Primeira Divisão |
| - 7 de Febrero - Quito  | - Aampetra - Atlético Samborondón - Bonita Banana - Danubio - Dep. Santo Domingo - Dunamis 04 - Estudiantes - Independiente Azogues - Insutec - La Unión - Leones del Norte - Orellanense - Peñarol - Portoviejo - Primero de Mayo - Río Aguarico - Santa Elena Sumpa - Unibolívar - Universitario - Vargas Torres | - América de Quito - Santo Domingo - Búhos - Chacaritas - El Nacional - Imbabura - Independiente Juniors - Libertad - Manta - Olmedo | - 9 de Octubre - Aucas - Barcelona - Cumbayá - Delfín - Deportivo Cuenca - Emelec - Gualaceo - Guayaquil City - Independiente del Valle - LDU - Macará - Mushuc Runa - Orense - Técnico Universitario - Universidad Católica |

## Primeira Fase
| Datas                   | Mandante na Volta     | Global           | Mandante na Ida       | Ida   | Volta | Chave |
| ----------------------- | --------------------- | ---------------- | --------------------- | ----- | ----- | ----- |
| 8 e 27 de maio          | Santa Elena Sumpa     | 1 - 2            | Río Aguarico          | 0 - 1 | 1 - 1 | A     |
| 14 e 27 de maio         | Universitario         | 0 - 1            | Atlético Samborondón  | 0 - 1 | 0 - 0 | B     |
| 13 e 21 de maio         | Estudiantes           | 0 - 7            | Leones del Norte      | 0 - 4 | 0 - 3 | C     |
| 7 e 22 de maio          | La Unión              | 4 - 1            | Dunamis 04            | 2 - 0 | 2 - 1 | D     |
| 13 e 21 de maio         | Portoviejo            | 6 - 1            | Danubio               | 2 - 0 | 4 - 1 | E     |
| 8 e 22 de maio          | 7 de Febrero          | 1 - 4            | Manta                 | 0 - 3 | 1 - 1 | F     |
| 7 e 28 de maio          | Unibolívar            | 0 - 1            | Peñarol               | 0 - 0 | 0 - 1 | G     |
| 7 e 28 de maio          | Orellanense           | 2 - 7            | Imbabura              | 0 - 3 | 2 - 4 | H     |
| 7 de maio e 12 de junho | Aampetra              | 0 - 0 (3:1 p.)   | Búhos                 | 0 - 0 | 0 - 0 | I     |
| 6 e 20 de maio          | Primero de Mayo       | 0 - 4            | El Nacional           | 0 - 3 | 0 - 1 | J     |
| 15 e 21 de maio         | Vargas Torres         | 4 - 1            | Santo Domingo         | 1 - 1 | 3 - 0 | K     |
| 14 e 29 de maio         | Bonita Banana         | 2 - 2 (19:18 p.) | Libertad              | 0 - 0 | 2 - 2 | L     |
| 15 e 29 de maio         | Quito                 | 0 - 5            | Olmedo                | 0 - 3 | 0 - 2 | M     |
| 15 e 28 de maio         | Independiente Azogues | 0 - 2            | Independiente Juniors | 0 - 1 | 0 - 1 | N     |
| 8 e 22 de maio          | Dep. Santo Domingo    | 2 - 2 (1:3 p.)   | Chacaritas            | 1 - 1 | 1 - 1 | O     |
| 14 e 29 de maio         | Insutec               | 2 - 1            | América de Quito      | 0 - 0 | 2 - 1 | P     |

## Fase Final
|  | Dezesseis-avos-de-final | Dezesseis-avos-de-final | Dezesseis-avos-de-final |      |               | Oitavas de final | Oitavas de final | Oitavas de final |   |  | Oitavas de final | Oitavas de final | Oitavas de final       |  |  | Semifinais | Semifinais | Semifinais       |   |  | Final | Final        | Final |
|  |                         |                         |                         |      |               |                  |                  |                  |   |  |                  |                  |                        |  |  |            |            |                  |   |  |       |              |       |
|  |                         | Portoviejo              | 0                       |      |               |                  |                  |                  |   |  |                  |                  |                        |  |  |            |            |                  |   |  |       |              |       |
|  |                         | 9 de Octubre            | 1                       |      |               |                  |                  |                  |   |  |                  |                  |                        |  |  |            |            |                  |   |  |       |              |       |
|  |                         | 9 de Octubre            | 1                       |      | 9 de Octubre  | 1(5)             |                  |                  |   |  |                  |                  |                        |  |  |            |            |                  |   |  |       |              |       |
|  |                         |                         |                         |      | 9 de Octubre  | 1(5)             |                  |                  |   |  |                  |                  |                        |  |  |            |            |                  |   |  |       |              |       |
|  |                         |                         | Orense                  | 1(3) |               |                  |                  |                  |   |  |                  |                  |                        |  |  |            |            |                  |   |  |       |              |       |
|  |                         | Peñarol                 | Orense                  | 1(3) | 2             |                  |                  |                  |   |  |                  |                  |                        |  |  |            |            |                  |   |  |       |              |       |
|  |                         | Peñarol                 |                         |      | 2             |                  |                  |                  |   |  |                  |                  |                        |  |  |            |            |                  |   |  |       |              |       |
|  |                         | Orense                  | 4                       |      |               |                  |                  |                  |   |  |                  |                  |                        |  |  |            |            |                  |   |  |       |              |       |
|  |                         |                         |                         |      |               |                  |                  | 9 de Octubre     | 2 |  |                  |                  |                        |  |  |            |            |                  |   |  |       |              |       |
|  |                         |                         |                         |      |               |                  |                  |                  | 2 |  |                  |                  |                        |  |  |            |            |                  |   |  |       |              |       |
|  |                         |                         | Aucas                   | 0    |               |                  |                  |                  |   |  |                  |                  |                        |  |  |            |            |                  |   |  |       |              |       |
|  |                         | Río Aguarico            | Aucas                   | 0    | 0             |                  |                  |                  |   |  |                  |                  |                        |  |  |            |            |                  |   |  |       |              |       |
|  |                         | Río Aguarico            |                         |      | 0             |                  |                  |                  |   |  |                  |                  |                        |  |  |            |            |                  |   |  |       |              |       |
|  |                         | Emelec                  | 5                       |      |               |                  |                  |                  |   |  |                  |                  |                        |  |  |            |            |                  |   |  |       |              |       |
|  |                         | Emelec                  | 5                       |      | Emelec        | 0                |                  |                  |   |  |                  |                  |                        |  |  |            |            |                  |   |  |       |              |       |
|  |                         |                         |                         |      | Emelec        | 0                |                  |                  |   |  |                  |                  |                        |  |  |            |            |                  |   |  |       |              |       |
|  |                         |                         | Aucas                   | 2    |               |                  |                  |                  |   |  |                  |                  |                        |  |  |            |            |                  |   |  |       |              |       |
|  |                         | Leones del Norte        | Aucas                   | 2    | 1             |                  |                  |                  |   |  |                  |                  |                        |  |  |            |            |                  |   |  |       |              |       |
|  |                         | Leones del Norte        |                         |      | 1             |                  |                  |                  |   |  |                  |                  |                        |  |  |            |            |                  |   |  |       |              |       |
|  |                         | Aucas                   | 4                       |      |               |                  |                  |                  |   |  |                  |                  |                        |  |  |            |            |                  |   |  |       |              |       |
|  |                         | Aucas                   | 4                       |      |               |                  |                  |                  |   |  |                  |                  | Quadrangular semifinal |  |  |            |            |                  |   |  |       |              |       |
|  |                         |                         |                         |      |               |                  |                  |                  |   |  |                  |                  |                        |  |  |            |            |                  |   |  |       |              |       |
|  |                         |                         | Quadrangular semifinal  |      |               |                  |                  |                  |   |  |                  |                  |                        |  |  |            |            |                  |   |  |       |              |       |
|  |                         | Vargas Torres           | 2(4)                    |      |               |                  |                  |                  |   |  |                  |                  |                        |  |  |            |            |                  |   |  |       |              |       |
|  |                         | Vargas Torres           | 2(4)                    |      |               |                  |                  |                  |   |  |                  |                  |                        |  |  |            |            |                  |   |  |       |              |       |
|  |                         | Técnico Universitario   | 2(2)                    |      |               |                  |                  |                  |   |  |                  |                  |                        |  |  |            |            |                  |   |  |       |              |       |
|  |                         | Técnico Universitario   | 2(2)                    |      | Vargas Torres | 0(5)             |                  |                  |   |  |                  |                  |                        |  |  |            |            |                  |   |  |       |              |       |
|  |                         |                         |                         |      | Vargas Torres | 0(5)             |                  |                  |   |  |                  |                  |                        |  |  |            |            |                  |   |  |       |              |       |
|  |                         |                         | Aampetra                | 0(4) |               |                  |                  |                  |   |  |                  |                  |                        |  |  |            |            |                  |   |  |       |              |       |
|  |                         | Aampetra                | Aampetra                | 0(4) | 2             |                  |                  |                  |   |  |                  |                  |                        |  |  |            |            |                  |   |  |       |              |       |
|  |                         | Aampetra                |                         |      | 2             |                  |                  |                  |   |  |                  |                  |                        |  |  |            |            |                  |   |  |       |              |       |
|  |                         | Universidad Católica    | 0                       |      |               |                  |                  |                  |   |  |                  |                  |                        |  |  |            |            |                  |   |  |       |              |       |
|  |                         |                         |                         |      |               |                  |                  | Vargas Torres    | 0 |  |                  |                  |                        |  |  |            |            |                  |   |  |       |              |       |
|  |                         |                         |                         |      |               |                  |                  |                  | 0 |  |                  |                  |                        |  |  |            |            |                  |   |  |       |              |       |
|  |                         |                         | Mushuc Runa             | 1    |               |                  |                  |                  |   |  |                  |                  |                        |  |  |            |            |                  |   |  |       |              |       |
|  |                         | Olmedo                  | Mushuc Runa             | 1    | 1             |                  |                  |                  |   |  |                  |                  |                        |  |  |            |            |                  |   |  |       |              |       |
|  |                         | Olmedo                  |                         |      | 1             |                  |                  |                  |   |  |                  |                  |                        |  |  |            |            |                  |   |  |       |              |       |
|  |                         | Mushuc Runa             | 2                       |      |               |                  |                  |                  |   |  |                  |                  |                        |  |  |            |            |                  |   |  |       |              |       |
|  |                         | Mushuc Runa             | 2                       |      | Mushuc Runa   | 1                |                  |                  |   |  |                  |                  |                        |  |  |            |            |                  |   |  |       |              |       |
|  |                         |                         |                         |      | Mushuc Runa   | 1                |                  |                  |   |  |                  |                  |                        |  |  |            |            |                  |   |  |       |              |       |
|  |                         |                         | Cumbayá                 | 0    |               |                  |                  |                  |   |  |                  |                  |                        |  |  |            |            |                  |   |  |       |              |       |
|  |                         | Chacaritas              | Cumbayá                 | 0    | 0             |                  |                  |                  |   |  |                  |                  |                        |  |  |            |            |                  |   |  |       |              |       |
|  |                         | Chacaritas              |                         |      | 0             |                  |                  |                  |   |  |                  |                  |                        |  |  |            |            |                  |   |  |       |              |       |
|  |                         | Cumbayá                 | 2                       |      |               |                  |                  |                  |   |  |                  |                  |                        |  |  |            |            |                  |   |  |       |              |       |
|  |                         |                         |                         |      |               |                  |                  |                  |   |  |                  |                  |                        |  |  |            |            | Indep. del Valle | 3 |  |       |              |       |
|  |                         |                         |                         |      |               |                  |                  |                  |   |  |                  |                  |                        |  |  |            |            | Indep. del Valle | 3 |  |       |              |       |
|  |                         |                         |                         |      |               |                  |                  |                  |   |  |                  |                  |                        |  |  |            |            |                  |   |  |       | 9 de Octubre | 1     |
|  |                         | Imbabura                | 1(2)                    |      |               |                  |                  |                  |   |  |                  |                  |                        |  |  |            |            |                  |   |  |       | 9 de Octubre | 1     |
|  |                         | Imbabura                | 1(2)                    |      |               |                  |                  |                  |   |  |                  |                  |                        |  |  |            |            |                  |   |  |       |              |       |
|  |                         | Guayaquil City          | 1(1)                    |      |               |                  |                  |                  |   |  |                  |                  |                        |  |  |            |            |                  |   |  |       |              |       |
|  |                         | Guayaquil City          | 1(1)                    |      | Imbabura      | 2                |                  |                  |   |  |                  |                  |                        |  |  |            |            |                  |   |  |       |              |       |
|  |                         |                         |                         |      | Imbabura      | 2                |                  |                  |   |  |                  |                  |                        |  |  |            |            |                  |   |  |       |              |       |
|  |                         |                         | LDU                     | 1    |               |                  |                  |                  |   |  |                  |                  |                        |  |  |            |            |                  |   |  |       |              |       |
|  |                         | Manta                   | LDU                     | 1    | 0             |                  |                  |                  |   |  |                  |                  |                        |  |  |            |            |                  |   |  |       |              |       |
|  |                         | Manta                   |                         |      | 0             |                  |                  |                  |   |  |                  |                  |                        |  |  |            |            |                  |   |  |       |              |       |
|  |                         | LDU                     | 1                       |      |               |                  |                  |                  |   |  |                  |                  |                        |  |  |            |            |                  |   |  |       |              |       |
|  |                         |                         |                         |      |               |                  |                  | Imbabura         | 1 |  |                  |                  |                        |  |  |            |            |                  |   |  |       |              |       |
|  |                         |                         |                         |      |               |                  |                  |                  | 1 |  |                  |                  |                        |  |  |            |            |                  |   |  |       |              |       |
|  |                         |                         | Indep. del Valle        | 3    |               |                  |                  |                  |   |  |                  |                  |                        |  |  |            |            |                  |   |  |       |              |       |
|  |                         | La Unión                | Indep. del Valle        | 3    | 2             |                  |                  |                  |   |  |                  |                  |                        |  |  |            |            |                  |   |  |       |              |       |
|  |                         | La Unión                |                         |      | 2             |                  |                  |                  |   |  |                  |                  |                        |  |  |            |            |                  |   |  |       |              |       |
|  |                         | Macará                  | 0                       |      |               |                  |                  |                  |   |  |                  |                  |                        |  |  |            |            |                  |   |  |       |              |       |
|  |                         | Macará                  | 0                       |      | La Unión      | 0(8)             |                  |                  |   |  |                  |                  |                        |  |  |            |            |                  |   |  |       |              |       |
|  |                         |                         |                         |      | La Unión      | 0(8)             |                  |                  |   |  |                  |                  |                        |  |  |            |            |                  |   |  |       |              |       |
|  |                         |                         | Indep. del Valle        | 0(9) |               |                  |                  |                  |   |  |                  |                  |                        |  |  |            |            |                  |   |  |       |              |       |
|  |                         | Atl. Samborondón        | Indep. del Valle        | 0(9) | 0             |                  |                  |                  |   |  |                  |                  |                        |  |  |            |            |                  |   |  |       |              |       |
|  |                         | Atl. Samborondón        |                         |      | 0             |                  |                  |                  |   |  |                  |                  |                        |  |  |            |            |                  |   |  |       |              |       |
|  |                         | Indep. del Valle        | 2                       |      |               |                  |                  |                  |   |  |                  |                  |                        |  |  |            |            |                  |   |  |       |              |       |
|  |                         | Indep. del Valle        | 2                       |      |               |                  |                  |                  |   |  |                  |                  | Quadrangular semifinal |  |  |            |            |                  |   |  |       |              |       |
|  |                         |                         |                         |      |               |                  |                  |                  |   |  |                  |                  |                        |  |  |            |            |                  |   |  |       |              |       |
|  |                         |                         | Quadrangular semifinal  |      |               |                  |                  |                  |   |  |                  |                  |                        |  |  |            |            |                  |   |  |       |              |       |
|  |                         | Bonita Banana           | 1(5)                    |      |               |                  |                  |                  |   |  |                  |                  |                        |  |  |            |            |                  |   |  |       |              |       |
|  |                         | Bonita Banana           | 1(5)                    |      |               |                  |                  |                  |   |  |                  |                  |                        |  |  |            |            |                  |   |  |       |              |       |
|  |                         | Deportivo Cuenca        | 1(4)                    |      |               |                  |                  |                  |   |  |                  |                  |                        |  |  |            |            |                  |   |  |       |              |       |
|  |                         | Deportivo Cuenca        | 1(4)                    |      | Bonita Banana | 1(4)             |                  |                  |   |  |                  |                  |                        |  |  |            |            |                  |   |  |       |              |       |
|  |                         |                         |                         |      | Bonita Banana | 1(4)             |                  |                  |   |  |                  |                  |                        |  |  |            |            |                  |   |  |       |              |       |
|  |                         |                         | El Nacional             | 1(5) |               |                  |                  |                  |   |  |                  |                  |                        |  |  |            |            |                  |   |  |       |              |       |
|  |                         | El Nacional             | El Nacional             | 1(5) | 2             |                  |                  |                  |   |  |                  |                  |                        |  |  |            |            |                  |   |  |       |              |       |
|  |                         | El Nacional             |                         |      | 2             |                  |                  |                  |   |  |                  |                  |                        |  |  |            |            |                  |   |  |       |              |       |
|  |                         | Barcelona               | 1                       |      |               |                  |                  |                  |   |  |                  |                  |                        |  |  |            |            |                  |   |  |       |              |       |
|  |                         |                         |                         |      |               |                  |                  | El Nacional      | 3 |  |                  |                  |                        |  |  |            |            |                  |   |  |       |              |       |
|  |                         |                         |                         |      |               |                  |                  |                  | 3 |  |                  |                  |                        |  |  |            |            |                  |   |  |       |              |       |
|  |                         |                         | Delfín                  | 1    |               |                  |                  |                  |   |  |                  |                  |                        |  |  |            |            |                  |   |  |       |              |       |
|  |                         | Indep. Juniors          | Delfín                  | 1    | 1(2)          |                  |                  |                  |   |  |                  |                  |                        |  |  |            |            |                  |   |  |       |              |       |
|  |                         | Indep. Juniors          |                         |      | 1(2)          |                  |                  |                  |   |  |                  |                  |                        |  |  |            |            |                  |   |  |       |              |       |
|  |                         | Delfín                  | 1(4)                    |      |               |                  |                  |                  |   |  |                  |                  |                        |  |  |            |            |                  |   |  |       |              |       |
|  |                         | Delfín                  | 1(4)                    |      | Delfín        | 2                |                  |                  |   |  |                  |                  |                        |  |  |            |            |                  |   |  |       |              |       |
|  |                         |                         |                         |      | Delfín        | 2                |                  |                  |   |  |                  |                  |                        |  |  |            |            |                  |   |  |       |              |       |
|  |                         |                         | Gualaceo                | 0    |               |                  |                  |                  |   |  |                  |                  |                        |  |  |            |            |                  |   |  |       |              |       |
|  |                         | Insutec                 | Gualaceo                | 0    | 0             |                  |                  |                  |   |  |                  |                  |                        |  |  |            |            |                  |   |  |       |              |       |
|  |                         | Insutec                 |                         |      | 0             |                  |                  |                  |   |  |                  |                  |                        |  |  |            |            |                  |   |  |       |              |       |
|  |                         | Gualaceo                | 2                       |      |               |                  |                  |                  |   |  |                  |                  |                        |  |  |            |            |                  |   |  |       |              |       |

### Dezesseis-avos-de-final
Nessa fase disputarão as 16 equipes da Serie A e os 16 times classificados da Primeira Fase. Enfrentaram-se entre 3 de junho e 13 de julho de 2022 em partida única no estádio das equipes classificadas da fase anterior, classificaram-se 16 equipes às Oitavas de Final.
| Data        | Estádio                    | Mandante              | Placar         | Visitante               | Chave |
| ----------- | -------------------------- | --------------------- | -------------- | ----------------------- | ----- |
| 11 de junho | Reales Tamarindos          | Portoviejo            | 0 - 1          | 9 de Octubre            | O1    |
| 10 de junho | Fernando Guerrero          | Peñarol               | 2 - 4          | Orense                  | O2    |
| 13 de julho | Municipal de Shushufindi   | Río Aguarico          | 0 - 5          | Emelec                  | O3    |
| 12 de junho | Olímpico de Ibarra         | Leones del Norte      | 1 - 4          | Aucas                   | O4    |
| 4 de junho  | Folke Anderson             | Vargas Torres         | 2 - 2 (4:2 p.) | Técnico Universitario   | O5    |
| 30 de junho | General Rumiñahui          | Aampetra              | 2 - 0          | Universidad Católica    | O6    |
| 3 de julho  | Fernando Guerrero          | Olmedo                | 1 - 2          | Mushuc Runa             | O7    |
| 2 de julho  | Ciudad de Pelileo          | Chacaritas            | 0 - 2          | Cumbayá                 | O8    |
| 2 de julho  | Olímpico de Ibarra         | Imbabura              | 1 - 1 (2:1 p.) | Guayaquil City          | O9    |
| 5 de junho  | Estádio Jocay              | Manta                 | 0 - 1          | LDU                     | O10   |
| 5 de junho  | La Unión                   | La Unión              | 2 - 0          | Macará                  | O11   |
| 24 de junho | Alejandro Ponce Noboa      | Atlético Samborondón  | 0 - 2          | Independiente del Valle | O12   |
| 11 de junho | Carlos Falquez Batallas    | Bonita Banana         | 1 - 1 (5:4 p.) | Deportivo Cuenca        | O13   |
| 2 de julho  | Estádio Olímpico Atahualpa | El Nacional           | 2 - 1          | Barcelona               | O14   |
| 3 de junho  | Banco Guayaquil            | Independiente Juniors | 1 - 1 (2:4 p.) | Delfín                  | O15   |
| 12 de junho | Arena La Victoria          | Insutec               | 0 - 2          | Gualaceo                | O16   |

### Oitavas de Final
Nessa fase disputaram as 16 equipes classificadas dos Dezesseis-avos-de-final. Enfrentaram-se entre 3 e 26 de julho de 2022 com partida única no estádio dos times de menor categoria ou, em caso de que as duas equipes pertençam a mesma divisão, se jogará na sede da equipe com melhor rendimento na temporada 2021, classificaram-se 8 equipes às Quartas de Final.
| Data        | Estádio                 | Mandante      | Resultado      | Visitante               | Chave |
| ----------- | ----------------------- | ------------- | -------------- | ----------------------- | ----- |
| 4 de julho  | Los Chirijos            | 9 de Octubre  | 1 - 1 (5:4 p.) | Orense                  | Q1    |
| 26 de julho | George Capwell          | Emelec        | 0 - 2          | Aucas                   | Q2    |
| 3 de julho  | Folke Anderson          | Vargas Torres | 0 - 0 (5:4 p.) | Aampetra                | Q3    |
| 20 de julho | Bellavista              | Mushuc Runa   | 1 - 0          | Cumbayá                 | Q4    |
| 19 de juho  | Olímpico de Ibarra      | Imbabura      | 2 - 1          | LDU                     | Q5    |
| 3 de julho  | La Unión                | La Unión      | 0 - 0 (8:9 p.) | Independiente del Valle | Q6    |
| 10 de julho | Carlos Falquez Batallas | Bonita Banana | 1 - 1 (4:5 p.) | El Nacional             | Q7    |
| 5 de julho  | Estádio Jocay           | Delfín        | 2 - 0          | Gualaceo                | Q8    |

### Quartas de Final
Nessa fase disputaram as 8 equipes classificadas das Oitavas de Final. Elas se enfrentaram entre 27 de julho e 4 de agosto de 2022 em partida única no estádio das equipes de menor categoria ou, em caso de que os dois times pertencessem  a mesma divisão se jogou na sede da equipe com melhor rendimento na temporada 2021, classificaram-se 4 equipes às Semifinais.
| Data        | Estádio            | Mandante      | Resultado | Visitante               | Chave |
| ----------- | ------------------ | ------------- | --------- | ----------------------- | ----- |
| 4 de agosto | Los Chirijos       | 9 de Octubre  | 2 - 0     | Aucas                   | S1    |
| 3 de agosto | Folke Anderson     | Vargas Torres | 0 - 1     | Mushuc Runa             | S2    |
| 27 de julho | Olímpico de Ibarra | Imbabura      | 1 - 3     | Independiente del Valle | S3    |
| 3 de agosto | Olímpico Atahualpa | El Nacional   | 3 - 1     | Delfín                  | S4    |

### Quadrangular Semifinal
Disputam essa fase as 4 equipes classificadas nas Quartas de Final. Elas se enfrentarão em partidas de ida e volta entre 17 de agosto e 30 de setembro de 2022 em um quadrangular semifinal (6 rodadas) e se classificará as 2 melhores equipes para a Final.
| Pos. | Equipe                  | Pts | J | V | E | D | GP | GC | SG |
| ---- | ----------------------- | --- | - | - | - | - | -- | -- | -- |
| 1    | Independiente del Valle | 13  | 6 | 4 | 1 | 1 | 12 | 8  | +4 |
| 2    | 9 de Octubre            | 7   | 6 | 2 | 1 | 3 | 7  | 6  | +1 |
| 3    | El Nacional             | 7   | 6 | 2 | 1 | 3 | 6  | 8  | -2 |
| 4    | Mushuc Runa             | 7   | 6 | 2 | 1 | 3 | 8  | 11 | -3 |

|                         | 9OC | ELN | IND | MUS |
| ----------------------- | --- | --- | --- | --- |
| 9 de Octubre            |     | 0-0 | 4-1 | 2-0 |
| El Nacional             | 2-0 |     | 0-2 | 1-0 |
| Independiente del Valle | 1-0 | 3-1 |     | 1-1 |
| Mushuc Runa             | 2-1 | 3-2 | 2-4 |     |

### Final
| Data          | Estádio            | Mandante                | Resultado | Visitante    | Chave |
| ------------- | ------------------ | ----------------------- | --------- | ------------ | ----- |
| 8 de novembro | Olímpico Atahualpa | Independiente del Valle | 3-1       | 9 de Octubre | F1    |

## Premiação
| Copa do Equador 2022                        |
| ------------------------------------------- |
| Independiente del Valle Campeão (1º título) |